# Lampanyctodes hectoris
Lampanyctodes hectoris és una espècie de peix de la família dels mictòfids i de l'ordre dels mictofiformes.

## Morfologia
- Els mascles poden assolir 7 cm de longitud total.[2]

## Depredadors
És depredat per Malacocephalus laevis, Chelidonichthys queketti, Brama brama, Trachurus declivis, Deania calcea, Cyttus traversi, Micromesistius australis, Caelorinchus fasciatus, Lepidorhynchus denticulatus, Macruronus novaezelandiae, Paranotothenia microlepidota, Genypterus blacodes, Lepidopus caudatus, Chelidonichthys capensis, Merluccius capensis, Merluccius paradoxus, Apogonops anomalus, Centriscops humerosus, Epigonus lenimen, Neocyttus rhomboidalis, Helicolenus dactylopterus, Helicolenus percoides, Arctocephalus pusillus pusillus, Deania profundorum i Squalus acanthias.

## Hàbitat
És un peix marí i de clima tropical.

## Distribució geogràfica
Es troba a Angola, Austràlia, Xile, Namíbia, Nova Zelanda i Sud-àfrica.

## Longevitat
Pot arribar a viure 3 anys.

## Ús comercial
És processat com a farina de peix.